# Banda sinfónica municipal de Albacete

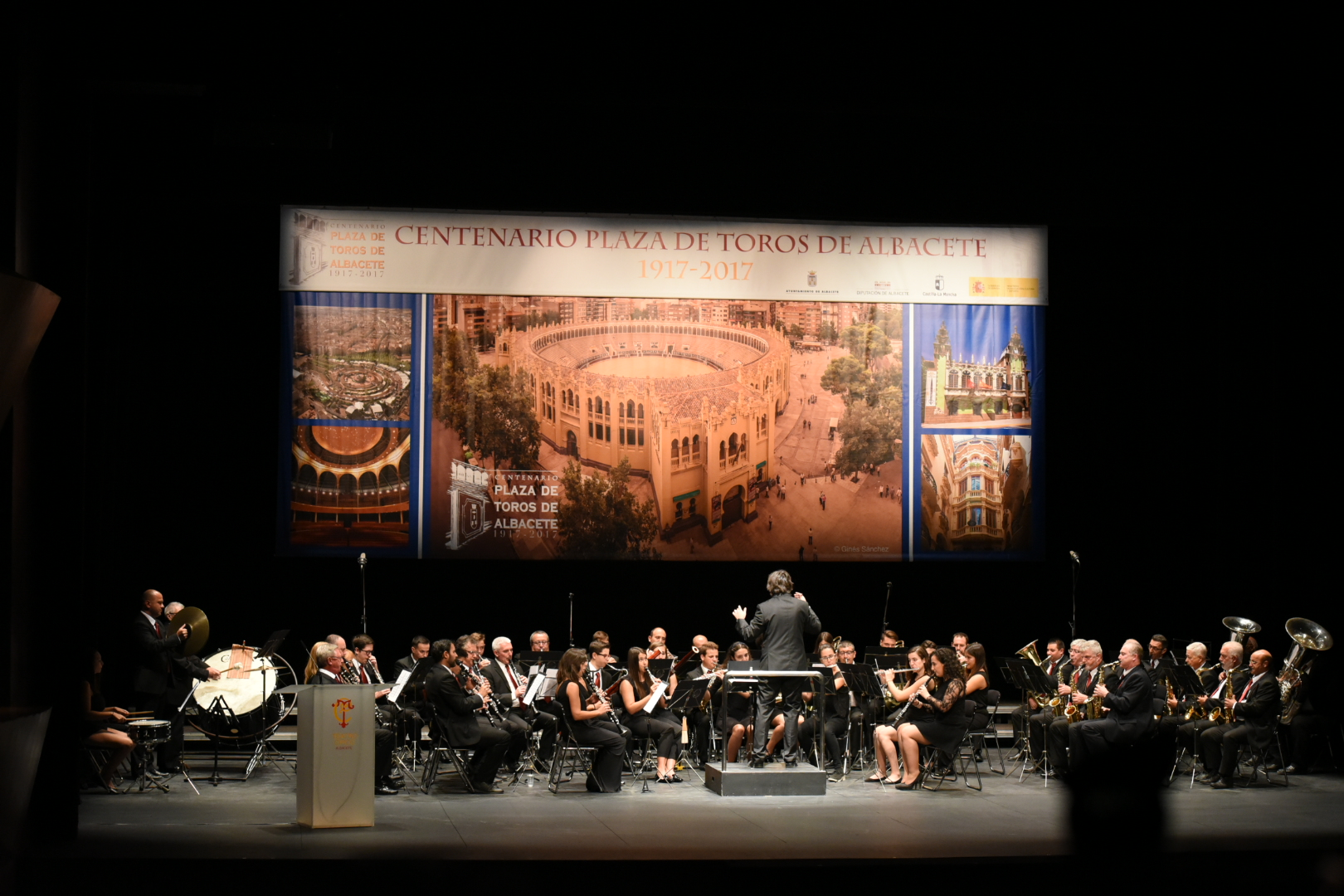
Concierto extraordinario de la Banda Sinfónica Municipal de Albacete con motivo del centenario de la plaza de toros de Albacete. Teatro Circo, Septiembre-16-2017.

La Banda Sinfónica Municipal de Albacete (BSMA) es una centenaria agrupación musical con sede en la ciudad española de Albacete.
Es la única banda sinfónica profesional municipal de Castilla-La Mancha que, desde su constitución, en 1859, es un referente que acompaña cada acto de relevancia que acontece no solo en la capital albaceteña, sino en toda la comunidad autónoma.

## Historia
Fue fundada el 16 de marzo de 1859 cuando el Ayuntamiento de Albacete encargó a Salvador Saldaña la dirección de la nueva Banda de Música Municipal de Albacete. Su predecesora era la Banda del Batallón de la Milicia Nacional, que tenía un carácter militar.

## Composición
La banda está compuesta por 44 músicos: 2 flautas, 2 oboes, 13 clarinetes, 6 saxofones, 1 fagot, 2 fliscornos, 3 trompas, 3 trompetas, 3 trombones, 1 bombardino, 2 violoncellos, 2 tubas y 4 percusiónistas.

## Dirección
La histórica banda estuvo dirigida en los años 1980 por Crescencio Díaz Felipe. En 1994 por Javier Artés y desde 1994 hasta 1999 por Manuel Calero.
Desde 1999 hasta 2012 contó con la batuta de Fernando Bonete Piqueras, que pasó a ser director de la Banda Municipal de Valencia. 
Entre 2012 y 2015 estuvo dirigida por el maestro Francisco Grau, en cuya trayectoria ha dirigido los más importantes conjuntos instrumentales del país como la Orquesta Nacional de España. Desde 2015 hasta 2017 BSMA fue dirigida por Santos Gabaldón Fernández. Desde el 1 de marzo de 2017 su actual director titular es Miguel Vidagany Gil.

## Sede
La Banda Sinfónica Municipal de Albacete tiene su sede en el Auditorio Municipal de Albacete.

## Conciertos
Entre los ciclos de conciertos anuales que se celebran en Albacete destacan los de otoño e invierno, en el Auditorio Municipal de Albacete, y los de verano, en el templete de la música del parque Abelardo Sánchez. Otra actuación anual destacada es el cierre de la Feria de Albacete la noche del 17 de septiembre con un concierto sincronizado con fuegos artificiales y un espectáculo de luces en el templete del Parque Lineal de Albacete.